# Матија Блејц
Матија Блејц – Пламен (Менгеш, 24. фебруар 1914 — Савињска долина, 24. децембар 1942) био је учесник Народноослободилачке борбе и народни херој Југославије.

## Биографија
Рођен је 24. фебруара 1914. године у Менгешу код Љубљане. По занимању је био кројач.
Био је један од првих организатора Народноослободилачког покрета у Горењској. Почетком јуна 1941. ступио је у Радовељску партизанску чету. Учествовао је у првим акцијама на подручју Камничког среза. Истакао у акцијама рушења мостова које је са својом четом извршавао. Такође је учествовао у борбама на Моравшком, у Паловчима и код Св. Мохорја. Исте је године постао члан Комунистичке партије Југославије.
Крајем 1941. године његова чета је прикључена партизанском батаљону „Иван Цанкар“ у Пољанској долини. Учествујући у многим борбама у Горењској, Матија се посебно истакао јануара 1942. у великој тродневној борби у Дражгошама.
Формирао је од своје чете батаљон од 120 људи, са којим је јуна 1942. године разбио непријатељску станицу на Чрнивцу и Стаховци. Такође је нанео непријатељу велике губитке на Великој Планини и у Тухињској долини, организовао низ успешних заседа и извршио много саботажа. Током тих акција батаљон се повећао на 280 бораца и стекао углед једне од најбољих борбених партизанских јединица у тим крајевима. Маја 1942. године, батаљон је извршио нападе на Савињску долину и Шмартно. Матија се тада сукобио се с Немцима који су били опколили његов батаљон и био теже рањен. Ипак, није напустио свој батаљон.
Новембра 1942. године, Матија је био постављен за команданта Кокршког партизанског одреда. Међутим, погинуо је приликом пробоја из непријатељског обруча на Коставшкој планини, пре стизања наредбе којом је био наименован за команданта Горењске групе одреда.
Указом председника Федеративне Народне Републике Југославије Јосипа Броза Тита, 22. јула 1953. године, проглашен је за народног хероја.